# Bernd Schlenkrich
Bernd Schlenkrich (* 1972 in Flensburg) ist ein deutscher Theatermanager, Regisseur und Theaterautor.

## Leben
Bernd Schlenkrich wurde im Jahr 1972 in Flensburg geboren. Er studierte Theaterwissenschaft, Literaturwissenschaft und Philosophie an der Universität Leipzig. Während der Studienzeit entstanden erste Inszenierungen in der freien Theaterszene Leipzigs. Schlenkrich absolvierte Regieassistenzen am Schauspiel Leipzig und am Theater in der Fabrik (TIF) in Dresden. Im Jahr 2001 wurde er Leiter der Öffentlichkeitsarbeit am Eduard-von-Winterstein-Theater in Annaberg-Buchholz, ab 2002 arbeitete er bis 2007 als Assistent des Intendanten, als Regieassistent und Regisseur am Theater der Jungen Welt Leipzig. Hier inszenierte er Stücke u. a. von Ulf Nilsson, Felicia Zeller, Brigitte Athéa und Jutta Schubert. 2005 inszenierte er seinen ersten eigenen Text, das Kinder- und Jugendtheaterstück „Von der Schnecke, die wissen wollte, wer ihr Haus geklaut hat“, welches nach einem Bilderbuch von Barbara Veit entstand. Ab 2007 arbeitete Schlenkrich als freischaffender Regisseur und inszenierte am Theater Halle 7 in München, an der Württembergischen Landesbühne Esslingen, am Theater der Altmark in Stendal und am Stadttheater Konstanz. 2008 leitete er das 6. Festival für neue Dramatik „Lost & Found“ in München. 2009 realisierte Schlenkrich nach einem Konzept von Robert Steijn und Lidy Six zum zweiten Mal nach 2005 das interkulturelle Theaterprojekt „Hotel Babylon“ am Theater der Jungen Welt, das 2006 den Wettbewerb 'Kinder zum Olymp! „Schulen kooperieren mit Kultur“ Wettbewerb der Kulturstiftung der Länder in Zusammenarbeit mit der Deutsche Bank Stiftung gewonnen hat. Im Herbst 2009 gründete Schlenkrich gemeinsam mit Lutz Graf das Schauwerk Dresden-Hellerau. 2010 wurde er zur 15. Dramatikerbörse des internationalen Theaterfestivals für ein junges Publikum 'Luaga & Losna' nach Nenzing in Österreich eingeladen und war anschließend für 2 Jahre Leiter des jungen theater konstanz am Stadttheater Konstanz. Anschließend war Schlenkrich Projektmanager des transkulturellen Jugendprojektes "WIR!" in Mannheim und Künstlerischer Projektleiter des Bühnenprojektes "OnStage" für benachteiligte Jugendliche und junge Flüchtlinge in München. Im Juni 2014 wurde Schlenkrich Künstlerischer Leiter und Geschäftsführer der auf ein Jahr befristeten Spielstätte der freien Tanz- und Theaterschaffenden Stuttgarts OST – freie Szene im Depot. Zur Spielzeit 2016/2017 wird Schlenkrich Geschäftsführer am Theater im Bauturm in Köln.

## Veröffentlichungen
- Von der Schnecke, die wissen wollte, wer ihr Haus geklaut hat. Nach dem Kinderbuch von Barbara Veit. Theaterverlag Hofmann-Paul. Berlin 2008.